# Polgármester-választások Pusztavacson
|                 | Önkormányzati választások |
| Pusztavacs      |                           |
| községben       |                           |
| (Pest vármegye) |                           |

| Időszak   | Időszak       | Polgármester    | Jelölő szervezet | Jelölő szervezet |
| --------- | ------------- | --------------- | ---------------- | ---------------- |
| 1990–1994 | 1990–1994     | Laczkó János    |                  | SZDSZ            |
| 1994–1998 | 1994–1998     | Laczkó János    |                  | –                |
| 1998–1999 |               | Laczkó János    |                  | –                |
|           | 1999–2001     | Budavári László |                  | –                |
| 2001–2002 | Kálcza László |                 | Fidesz-MDF       |                  |
| 2002–2006 | 2002–2006     | Mihályi Sándor  |                  | –                |
| 2006–2010 | 2006–2010     | Jóri László     |                  | Fidesz           |
| 2010–2014 |               | Jóri László     |                  | Fidesz           |
| 2014–2019 |               | Jóri László     |                  | Fidesz           |
| 2019–2024 | 2019–2024     | Jóri László     |                  | Fidesz-KDNP      |

1990 és 2019 között nyolc rendes önkormányzati választást és két időközi polgármester-választást tartottak Pusztavacson. 
Az összesen tíz polgármester-választás  során öt jelölt nyerte el a választók többségének bizalmát. 2006 óta Jóri László a község első embere.
Az esetek többségében a hivatalban lévő vezető rajtvonalohoz állt, ám több választáson is csupán egy jelölt indult.

## Háttér
A másfélezer fős település Pest vármegye déli sávjában található. A 19. század vége óta mindenkor Dabas környékéhez tartozott, 2013 óta a Dabasi járás része.
A nyolcvanas években Táborfalvával és Örkénnyel együtt alkotott közös tanácsot, melynek székhelye Örkényen volt. A közös tanács elnöke 1985-től Somogyvári László, a pusztavacsi elöljáróság vezetője pedig Kolek István volt.
1990-től újra önállóan igazgathatja magát a település.

### Alapadatok
| Év   | Év   | Jelöltek | Részvétel |
| ---- | ---- | -------- | --------- |
| 1994 | 1994 | 2        | 61%       |
| 1998 | 1998 | 3        | 60%       |
|      | 1999 | 2        | 61%       |
| 2001 | 7    | 42%      |           |
| 2002 | 2002 | 1        | 21%       |
| 2006 | 2006 | 4        | 54%       |
| 2010 | 2010 | 1        | 35%       |
| 2014 | 2014 | 1        | 25%       |
| 2019 | 2019 | 3        | 51%       |

A település lakóinak a száma 1 300 és 1 600 között mozgott a rendszerváltás utáni negyedszázadban és választásról választásra csökkent. A község lélekszámából fakadóan a képviselő-testület létszáma előbb 9 fős volt, majd a 2010-es önkormányzati reformot követően 6 fős lett.
Többnyire a hivatalban lévő vezető is megmérettette magát, ám többször is csupán egy jelölt indult a polgármester-választásokon.
1999-ben és 2001-ben is időközi polgármester-választásra került sor.
Az önkormányzati választásokon igen eltérő volt a szavazói aktivitás. Azokon a választásokon, ahol több polgármester-jelölt is indult, az átlagos részvétel 55% fölött volt, míg amikor csak egy jelölt volt, a választói kedv 20% és 35% között mozgott. (Az 1990-es választásokról nem állnak rendelkezésre részletes adatok.)
| Alapadatok (1990-2019) | Alapadatok (1990-2019) | Alapadatok (1990-2019) | Alapadatok (1990-2019) | Alapadatok (1990-2019) | Alapadatok (1990-2019) | Alapadatok (1990-2019) | Alapadatok (1990-2019) |
| Év                     | Év                     | Nap                    | Lakók                  | Lakók                  | Választó- jogosult     | Szavazó                | Részvétel              |
| Év                     | Év                     | Nap                    | száma                  | +/–                    | Választó- jogosult     | Szavazó                | Részvétel              |
| ---------------------- | ---------------------- | ---------------------- | ---------------------- | ---------------------- | ---------------------- | ---------------------- | ---------------------- |
| 1990                   | 1990                   | szept.30.              | 1 560                  | (nincs adat)           | (nincs adat)           | (nincs adat)           | (nincs adat)           |
| 1994                   | 1994                   | dec.11.                | 1 543                  | −17                    | 1 152                  | 703                    | 61,0%                  |
| 1998                   | 1998                   | okt.18.                | 1 509                  | −34                    | 1 146                  | 691                    | 60,3%                  |
|                        | 1999                   | okt.17.                | (nincs adat)           | (nincs adat)           | 1 147                  | 701                    | 61,1%                  |
| 2001                   | okt.7.                 | (nincs adat)           | (nincs adat)           | ~1 200                 | 509                    | ~42%                   |                        |
| 2002                   | 2002                   | okt.20.                | 1 497                  | −12                    | 1 180                  | 247                    | 20,9%                  |
| 2006                   | 2006                   | okt.1.                 | 1 462                  | −35                    | 1 192                  | 642                    | 53,9%                  |
| 2010                   | 2010                   | okt.3.                 | 1 409                  | −53                    | 1 161                  | 411                    | 35,4%                  |
| 2014                   | 2014                   | okt.12.                | 1 346                  | −63                    | 1 135                  | 283                    | 24,9%                  |
| 2019                   | 2019                   | okt.13.                | 1 343                  | −3                     | 1 110                  | 543                    | 51,1%                  |

## Választások
| \| 1990 \| |                                         |          |                 |
| Jelölt     | Jelölt                                  | Szavazat | Szavazat        |
|            | Laczkó János SZDSZ                      | n.a.     | n.a.            |
|            | {{{jelölt2}}} –                         |          | {{{százalék2}}} |
|            | {{{jelölt3}}} –                         |          | {{{százalék3}}} |
|            | {{{jelölt4}}} –                         |          | {{{százalék4}}} |
|            | {{{jelölt5}}} –                         |          | {{{százalék5}}} |
|            | {{{jelölt6}}} –                         |          | {{{százalék6}}} |
|            | {{{jelölt7}}} –                         |          | {{{százalék7}}} |
|            | {{{jelölt8}}} –                         |          | {{{százalék8}}} |
|            | {{{jelölt9}}} –                         |          | {{{százalék9}}} |
|            | további jelöltekről nincs elérhető adat |          |                 |
|            |                                         |          |                 |
| 1990       |                                         |          |                 |

| \| 1994 \| \| Részvétel: 61% \| |                 |                |                 |
| Jelölt                          | Jelölt          | Szavazat       | Szavazat        |
|                                 | Laczkó János –  | 478            | 68,9%           |
|                                 | Kolek István –  | 216            | 31,1%           |
|                                 | {{{jelölt3}}} – |                | {{{százalék3}}} |
|                                 | {{{jelölt4}}} – |                | {{{százalék4}}} |
|                                 | {{{jelölt5}}} – |                | {{{százalék5}}} |
|                                 | {{{jelölt6}}} – |                | {{{százalék6}}} |
|                                 | {{{jelölt7}}} – |                | {{{százalék7}}} |
|                                 | {{{jelölt8}}} – |                | {{{százalék8}}} |
|                                 | {{{jelölt9}}} – |                | {{{százalék9}}} |
|                                 |                 |                |                 |
|                                 |                 |                |                 |
| 1994                            |                 | Részvétel: 61% |                 |

| \| 1998 \| \| Részvétel: 60% \| |                   |                |                 |
| Jelölt                          | Jelölt            | Szavazat       | Szavazat        |
|                                 | Laczkó János –    | 376            | 54,7%           |
|                                 | Budavári László – | 312            | 45,3%           |
|                                 | {{{jelölt3}}} –   |                | {{{százalék3}}} |
|                                 | {{{jelölt4}}} –   |                | {{{százalék4}}} |
|                                 | {{{jelölt5}}} –   |                | {{{százalék5}}} |
|                                 | {{{jelölt6}}} –   |                | {{{százalék6}}} |
|                                 | {{{jelölt7}}} –   |                | {{{százalék7}}} |
|                                 | {{{jelölt8}}} –   |                | {{{százalék8}}} |
|                                 | {{{jelölt9}}} –   |                | {{{százalék9}}} |
|                                 |                   |                |                 |
|                                 |                   |                |                 |
| 1998                            |                   | Részvétel: 60% |                 |

| \| 1999 \| Időközi választás \| Részvétel: 61% \| |                   |                |                 |
| Jelölt                                            | Jelölt            | Szavazat       | Szavazat        |
|                                                   | Budavári László – | 353            | 50,9%           |
|                                                   | Bagyinszki Pál –  | 341            | 49,1%           |
|                                                   | {{{jelölt3}}} –   |                | {{{százalék3}}} |
|                                                   | {{{jelölt4}}} –   |                | {{{százalék4}}} |
|                                                   | {{{jelölt5}}} –   |                | {{{százalék5}}} |
|                                                   | {{{jelölt6}}} –   |                | {{{százalék6}}} |
|                                                   | {{{jelölt7}}} –   |                | {{{százalék7}}} |
|                                                   | {{{jelölt8}}} –   |                | {{{százalék8}}} |
|                                                   | {{{jelölt9}}} –   |                | {{{százalék9}}} |
|                                                   |                   |                |                 |
|                                                   |                   |                |                 |
| 1999                                              | Időközi választás | Részvétel: 61% |                 |

| \| 2001 \| Időközi választás \| Részvétel: 42% \| |                                          |                |                 |
| Jelölt                                            | Jelölt                                   | Szavazat       | Szavazat        |
|                                                   | Kálcza László Fidesz-MDF                 | 260            | ~42%            |
|                                                   | {{{jelölt2}}} –                          |                | {{{százalék2}}} |
|                                                   | {{{jelölt3}}} –                          |                | {{{százalék3}}} |
|                                                   | {{{jelölt4}}} –                          |                | {{{százalék4}}} |
|                                                   | {{{jelölt5}}} –                          |                | {{{százalék5}}} |
|                                                   | {{{jelölt6}}} –                          |                | {{{százalék6}}} |
|                                                   | {{{jelölt7}}} –                          |                | {{{százalék7}}} |
|                                                   | {{{jelölt8}}} –                          |                | {{{százalék8}}} |
|                                                   | {{{jelölt9}}} –                          |                | {{{százalék9}}} |
|                                                   | további 6 jelölt (tételes adatok nélkül) |                |                 |
|                                                   |                                          |                |                 |
| 2001                                              | Időközi választás                        | Részvétel: 42% |                 |

| \| 2002 \| \| Részvétel: 21% \| |                  |                |                 |
| Jelölt                          | Jelölt           | Szavazat       | Szavazat        |
|                                 | Mihályi Sándor – | 216            | 100%            |
|                                 | {{{jelölt2}}} –  |                | {{{százalék2}}} |
|                                 | {{{jelölt3}}} –  |                | {{{százalék3}}} |
|                                 | {{{jelölt4}}} –  |                | {{{százalék4}}} |
|                                 | {{{jelölt5}}} –  |                | {{{százalék5}}} |
|                                 | {{{jelölt6}}} –  |                | {{{százalék6}}} |
|                                 | {{{jelölt7}}} –  |                | {{{százalék7}}} |
|                                 | {{{jelölt8}}} –  |                | {{{százalék8}}} |
|                                 | {{{jelölt9}}} –  |                | {{{százalék9}}} |
|                                 |                  |                |                 |
|                                 |                  |                |                 |
| 2002                            |                  | Részvétel: 21% |                 |

| \| 2006 \| \| Részvétel: 54% \| |                                |                |                 |
| Jelölt                          | Jelölt                         | Szavazat       | Szavazat        |
|                                 | Jóri László Fidesz             | 421            | 65,9%           |
|                                 | Mihályi Sándor –               | 105            | 16,4%           |
|                                 | Ólomi János MSZP               | 76             | 11,9%           |
|                                 | Fazzi Daniella Letícia Centrum | 37             | 5,8%            |
|                                 | {{{jelölt5}}} –                |                | {{{százalék5}}} |
|                                 | {{{jelölt6}}} –                |                | {{{százalék6}}} |
|                                 | {{{jelölt7}}} –                |                | {{{százalék7}}} |
|                                 | {{{jelölt8}}} –                |                | {{{százalék8}}} |
|                                 | {{{jelölt9}}} –                |                | {{{százalék9}}} |
|                                 |                                |                |                 |
|                                 |                                |                |                 |
| 2006                            |                                | Részvétel: 54% |                 |

| \| 2010 \| \| Részvétel: 35% \| |                    |                |                 |
| Jelölt                          | Jelölt             | Szavazat       | Szavazat        |
|                                 | Jóri László Fidesz | 402            | 100%            |
|                                 | {{{jelölt2}}} –    |                | {{{százalék2}}} |
|                                 | {{{jelölt3}}} –    |                | {{{százalék3}}} |
|                                 | {{{jelölt4}}} –    |                | {{{százalék4}}} |
|                                 | {{{jelölt5}}} –    |                | {{{százalék5}}} |
|                                 | {{{jelölt6}}} –    |                | {{{százalék6}}} |
|                                 | {{{jelölt7}}} –    |                | {{{százalék7}}} |
|                                 | {{{jelölt8}}} –    |                | {{{százalék8}}} |
|                                 | {{{jelölt9}}} –    |                | {{{százalék9}}} |
|                                 |                    |                |                 |
|                                 |                    |                |                 |
| 2010                            |                    | Részvétel: 35% |                 |

| \| 2014 \| \| Részvétel: 25% \| |                    |                |                 |
| Jelölt                          | Jelölt             | Szavazat       | Szavazat        |
|                                 | Jóri László Fidesz | 268            | 100%            |
|                                 | {{{jelölt2}}} –    |                | {{{százalék2}}} |
|                                 | {{{jelölt3}}} –    |                | {{{százalék3}}} |
|                                 | {{{jelölt4}}} –    |                | {{{százalék4}}} |
|                                 | {{{jelölt5}}} –    |                | {{{százalék5}}} |
|                                 | {{{jelölt6}}} –    |                | {{{százalék6}}} |
|                                 | {{{jelölt7}}} –    |                | {{{százalék7}}} |
|                                 | {{{jelölt8}}} –    |                | {{{százalék8}}} |
|                                 | {{{jelölt9}}} –    |                | {{{százalék9}}} |
|                                 |                    |                |                 |
|                                 |                    |                |                 |
| 2014                            |                    | Részvétel: 25% |                 |

| \| 2019 \| \| Részvétel: 49% \| |                                   |                |                 |
| Jelölt                          | Jelölt                            | Szavazat       | Szavazat        |
|                                 | Jóri László Fidesz-KDNP           | 436            | 81,6%           |
|                                 | Gyebnár Andrásné –                | 96             | 18,0%           |
|                                 | Hoksza Imre Magyar Liberális Párt | 2              | 0,4%            |
|                                 | {{{jelölt4}}} –                   |                | {{{százalék4}}} |
|                                 | {{{jelölt5}}} –                   |                | {{{százalék5}}} |
|                                 | {{{jelölt6}}} –                   |                | {{{százalék6}}} |
|                                 | {{{jelölt7}}} –                   |                | {{{százalék7}}} |
|                                 | {{{jelölt8}}} –                   |                | {{{százalék8}}} |
|                                 | {{{jelölt9}}} –                   |                | {{{százalék9}}} |
|                                 |                                   |                |                 |
|                                 |                                   |                |                 |
| 2019                            |                                   | Részvétel: 49% |                 |

| 1990 | 1990 | Laczkó János    |  | SZDSZ       | (nincs adat) | (nincs adat) | (nincs adat) |
| 1994 | 1994 | Laczkó János    |  | –           | 478          | 68,9%        | +37          |
| 1998 | 1998 | Laczkó János    |  | –           | 376          | 54,7%        | +9           |
|      | 1999 | Budavári László |  | –           | 353          | 50,9%        | +2           |
|      | 2001 | Kálcza László   |  | Fidesz-MDF  | ~260         | ~52%         | ?            |
| 2002 | 2002 | Mihályi Sándor  |  | –           | 216          | 100,0%       | –            |
| 2006 | 2006 | Jóri László     |  | Fidesz      | 421          | 65,9%        | +49          |
| 2010 | 2010 | Jóri László     |  | Fidesz      | 402          | 100,0%       | –            |
| 2014 | 2014 | Jóri László     |  | Fidesz      | 268          | 100,0%       | –            |
| 2019 | 2019 | Jóri László     |  | Fidesz-KDNP | 436          | 81,6%        | +74          |

| 1990 | 1990 | n.a. | – | (nincs adat) | (nincs adat) | (nincs adat) |
| 1994 | 1994 | 2    | ✓ | 61%          | 694          | 1,3%         |
| 1998 | 1998 | 3    | ✓ | 60%          | 688          | 0,4%         |
|      | 1999 | 2    | ✗ | 61%          | 694          | 1,0%         |
|      | 2001 | 7    | ? | 42%          | 505          | 0,8%         |
| 2002 | 2002 | 1    | ✗ | 21%          | 216          | 12,6%        |
| 2006 | 2006 | 4    | ✓ | 54%          | 639          | 0,5%         |
| 2010 | 2010 | 1    | ✓ | 35%          | 402          | 2,1%         |
| 2014 | 2014 | 1    | ✓ | 25%          | 268          | 5,3%         |
| 2019 | 2019 | 3    | ✓ | 49%          | 534          | 0,8%         |

| Részletes eredmények (1994 óta) | Részletes eredmények (1994 óta) | Részletes eredmények (1994 óta) | Részletes eredmények (1994 óta) | Részletes eredmények (1994 óta) | Részletes eredmények (1994 óta) | Részletes eredmények (1994 óta) | Részletes eredmények (1994 óta) | Részletes eredmények (1994 óta) | Részletes eredmények (1994 óta) |
| Év                              | Év                              | Polgármester-jelölt             | Polgármester-jelölt             | Polgármester-jelölt             | #.                              | Szavazat                        | Szavazat                        | Szavazat                        | Szavazat                        |
| Év                              | Év                              | név                             | szervezet                       | szervezet                       | #.                              | db                              | jogosultak arányában            | szavazók arányában              | érvényes szavazatok arányában   |
| ------------------------------- | ------------------------------- | ------------------------------- | ------------------------------- | ------------------------------- | ------------------------------- | ------------------------------- | ------------------------------- | ------------------------------- | ------------------------------- |
| 1994                            | 1994                            | Laczkó János                    |                                 | –                               | 1.                              | 478                             | 41,5%                           | 68,0%                           | 68,9%                           |
| 1994                            | 1994                            | Kolek István                    |                                 | –                               | 2.                              | 216                             | 18,8%                           | 30,7%                           | 31,1%                           |
| 1998                            | 1998                            | Laczkó János                    |                                 | –                               | 1.                              | 376                             | 32,8%                           | 54,4%                           | 54,7%                           |
| 1998                            | 1998                            | Budavári László                 |                                 | –                               | 2.                              | 312                             | 27,2%                           | 45,2%                           | 45,3%                           |
|                                 | 1999                            | Budavári László                 |                                 | –                               | 1.                              | 353                             | 30,8%                           | 50,4%                           | 50,9%                           |
| Bagyinszki Pál                  | 1999                            |                                 | –                               | 2.                              | 341                             | 29,7%                           | 48,6%                           | 49,1%                           |                                 |
| 2001                            | Kálcza László                   |                                 | Fidesz-MDF                      | 1.                              | ~260                            | ~22%                            | ~52%                            | ~52%                            |                                 |
| 2001                            | ... (további 6 jelölt)          |                                 | ?                               | 2.+                             | ?                               | ?                               | ?                               | ?                               |                                 |
| 2002                            | 2002                            | Mihályi Sándor                  |                                 | –                               | 1.                              | 216                             | 18,3%                           | 87,4%                           | 100,0%                          |
| 2006                            | 2006                            | Jóri László                     |                                 | Fidesz                          | 1.                              | 421                             | 35,3%                           | 65,6%                           | 65,9%                           |
| 2006                            | 2006                            | Mihályi Sándor                  |                                 | –                               | 2.                              | 105                             | 8,8%                            | 16,4%                           | 16,4%                           |
| 2006                            | 2006                            | Ólomi János                     |                                 | MSZP                            | 3.                              | 76                              | 6,4%                            | 11,8%                           | 11,9%                           |
| 2006                            | 2006                            | Fazzi Daniella Letícia          |                                 | Centrum                         | 4.                              | 37                              | 3,1%                            | 5,8%                            | 5,8%                            |
| 2010                            | 2010                            | Jóri László                     |                                 | Fidesz                          | 1.                              | 402                             | 34,6%                           | 97,8%                           | 100,0%                          |
| 2014                            | 2014                            | Jóri László                     |                                 | Fidesz                          | 1.                              | 268                             | 23,6%                           | 94,7%                           | 100,0%                          |
| 2019                            | 2019                            | Jóri László                     |                                 | Fidesz-KDNP                     | 1.                              | 436                             | 39,3%                           | 80,3%                           | 81,6%                           |
| 2019                            | 2019                            | Gyebnár Andrásné                |                                 | –                               | 2.                              | 96                              | 8,6%                            | 17,7%                           | 18,0%                           |
| 2019                            | 2019                            | Hoksza Imre                     |                                 | Magyar Liberális Párt           | 3.                              | 2                               | 0,2%                            | 0,4%                            | 0,4%                            |

## Polgármesterek
| 1990–'94     | 1994–'98     | 1998–'02     | 1998–'02        | 1998–'02      | 2002–'06       | 2006–'10    | 2010–'14    | 2014–'19    | 2019–'24     |
| 1990–'94     | 1994–'98     | '98- '99     | '99-'01         | '01-'02       | 2002–'06       | 2006–'10    | 2010–'14    | 2014–'19    | 2019–'24     |
| ------------ | ------------ | ------------ | --------------- | ------------- | -------------- | ----------- | ----------- | ----------- | ------------ |
| Laczkó János | Laczkó János | Laczkó János | Budavári László | Kálcza László | Mihályi Sándor | Jóri László | Jóri László | Jóri László | Jóri László  |
|              |              |              |                 |               |                |             |             |             |              |
| SZDSZ        | –            | –            | –               | Fidesz- MDF   | –              | Fidesz      | Fidesz      | Fidesz      | Fidesz- KDNP |
|              |              |              |                 |               |                |             |             |             |              |